# NDR 1 Welle Nord
NDR 1 Welle Nord est une station de radio allemande du réseau NDR 1 émettant sur l'état du Slesvig-Holsace, créée en 1981 et appartenant a la Norddeutscher Rundfunk. Elle diffuse surtout de la musique populaire.
NDR 1 Nord Welle diffuse ses propres programmes du lundi au vendredi de 5h00 à 22h10 et la fin de semaine de 6h00 à 22h05. Le programme NDR 1-Nacht (« la nuit NDR 1 ») reprend le reste du temps avec de la musique dans les heures de la nuit, qui est diffusé en simultané avec les trois autres radios du réseau NDR 1.

## Histoire
Le 2 janvier 1981, NDR 1 Welle Nord a commencé de diffuser en tant que programme régional du Schleswig-Holstein.